# Рушірський водоспад
Руші́рський водоспа́д — водоспад в Українських Карпатах (масив Покутсько-Буковинські Карпати), гідрологічна пам'ятка природи місцевого значення за назвою «Водоспад на ріці Рушір» (перебуває у віданні ДП «Кутське лісове господарство, Яблунівське лісництво, кв. 21, вид. 5; статус присвоєно згідно з рішенням облвиконкому від 07.07.1972 року № 264). 
Розташований на південний захід від смт Яблунів, що в Косівському районі Івано-Франківської області, неподалік від автошляху Яблунів — Космач. 
Висота водоспаду — 4 м. Утворився в місці, де річка Рушір (права притока Лючки) суцільним струменем під кутом понад 45 градусів падає зі скельного виступу.

## Світлини та відео

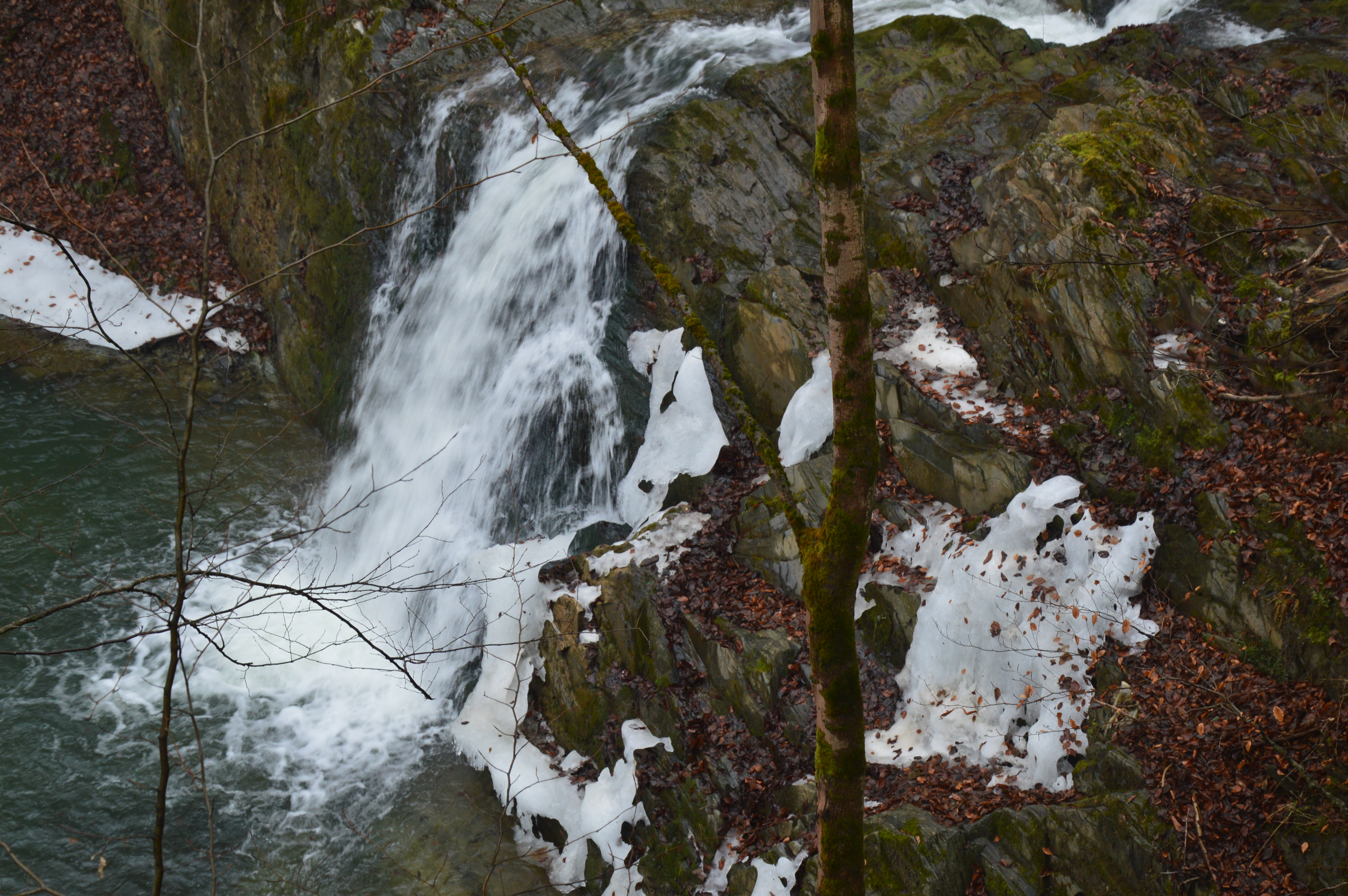
Водоспад взимку
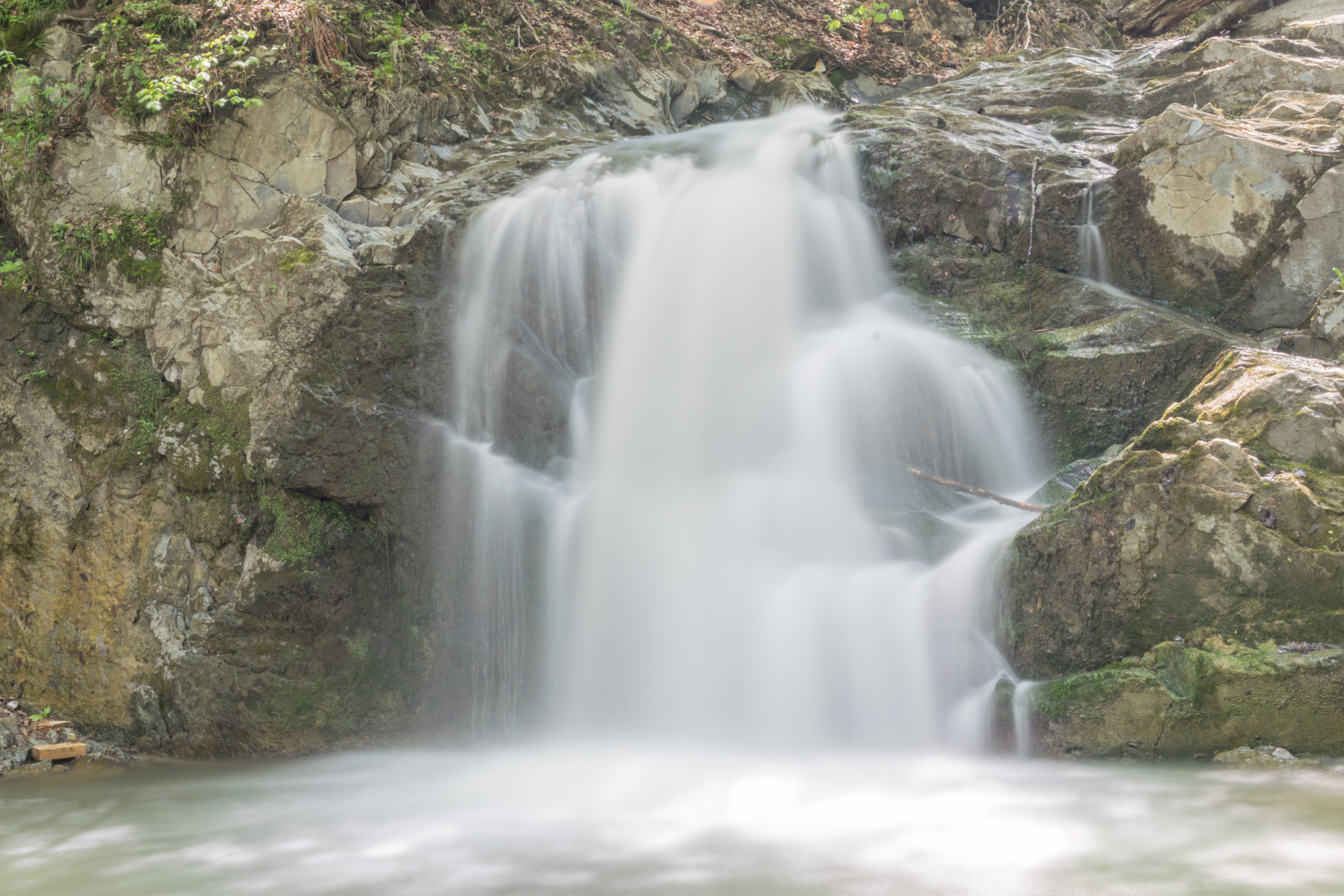
Водоспад навесні
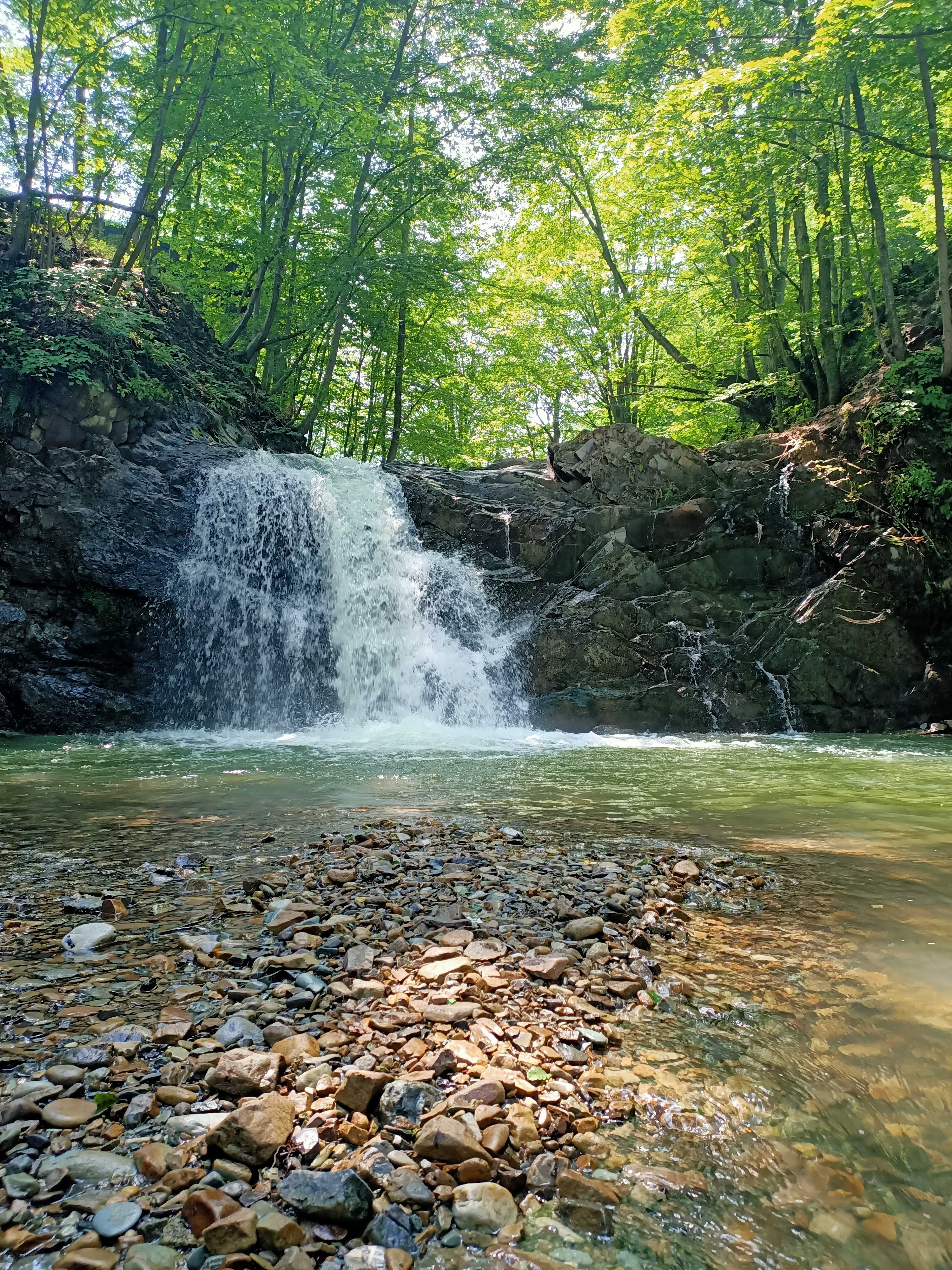
Водоспад влітку
- Відео водоспаду